# En Karusell
"En karusell" foi originalmente lançada como um single no lado A creditado a Björn & Benny. Ele não conseguiu entrar no Svensktoppen (um popular top dez para músicas em sueco), mas o lado B do single, "Att finnas till", ficou na parada durante três semanas.

## Faixas
1. A. "En karusell" - 3:06
2. B. "Att finnas till" - 3:32

## Posições
| Parada (1972)                    | Posição  |
| -------------------------------- | -------- |
| Svensktoppen ("En Karusell")     | 13 ou 14 |
| Svensktoppen ("Att finnas till") | 6        |

## Merry-Go-Round
Em 29 de março de 1972, o ABBA gravou a canção em inglês no Metronome Studio, em Estocolmo, na Suécia. Esta versão em inglês foi intitulada "Merry-Go-Round". "Merry-Go-Round" foi usada como o lado B do single "People Need Love", do álbum Ring Ring.
"Merry-Go-Round" fez sua estréia no CD da compilação Thank You For The Music. A música apareceu como uma faixa bônus na re-edição de 2001 de Ring Ring.

### Lista de faixas
1. A. "People Need Love" - 2:45
2. B. "Merry-Go-Round (En karusell)" - 3:18

### Recepção
O objetivo básico do single não era promover o quarteto, já que todos os quatro indivíduos tinham outros compromissos e não tinham tempo para formar um grupo permanente, mas para promover a "Björn & Benny". As mulheres eram simplesmente participações no single deles. No entanto, a reação positiva do público foi inesperada.
Na época do lançamento do single, o álbum Ring Ring não tinha sido planejado, já que não houve intenção de formar um grupo permanente.

### Posições
| Parada (1972)                         | Posição |
| ------------------------------------- | ------- |
| Swedish Combined Singles/Albums Chart | 17      |
| Cashbox Singles Chart - EUA           | 114     |
| Record World Singles Chart - EUA      | 117     |